# Danilo Al-Saed
Danilo Andrés Al Saed Alvarado (Bålsta, 24 febbraio 1999) è un calciatore svedese naturalizzato iracheno, centrocampista o attaccante dell'Häcken e della nazionale irachena.

## Biografia
È nato in Svezia da padre iracheno e madre cilena.

## Carriera

### Club
Cresciuto a Bålsta, cittadina situata alle porte della contea di Stoccolma, Al-Saed ha fatto parte delle giovanili dell'FC Järfälla, dello Spånga IS e dell'Håbo FF.
Proprio con l'Håbo FF ha mosso i primi passi in prima squadra debuttando nel 2015 nel campionato di Division 3, ovvero il quinto livello del calcio svedese. Nella parte finale della stagione, in cui il club ha concluso al primo posto ottenendo la promozione, il sedicenne Al-Saed ha cominciato ad essere schierato nell'undici titolare.
Prima dell'inizio della stagione 2018 si era accordato con l'Arameisk-Syrianska, squadra con cui, tuttavia, non ha mai esordito. Dopo un leggero infortunio, ha perso la motivazione nel proseguire la riabilitazione e tornare in campo, decidendo temporaneamente di abbandonare il calcio in un periodo in cui stava per conseguire il diploma. Complice anche uno stiramento alla coscia, in quella stagione ha disputato solo cinque partite con l'Håbo FF, che nel frattempo era retrocesso in Division 3. Nel 2019, in un Håbo FF sceso ulteriormente in Division 4, Al-Saed si è messo in luce con 15 reti in 21 presenze.
È tornato a calcare i campi di quarta serie nel 2020 con la chiamata dell'Enköpings SK, con cui ha sottoscritto un accordo biennale. In maglia verde ha realizzato 6 reti in 13 partite.
Nel 2021 ha giocato per la prima volta in carriera nella terza serie svedese a seguito del trasferimento al Sandvikens IF. Al termine del suo secondo anno di permanenza nel club, ha contribuito con 5 gol in 28 presenze al raggiungimento del secondo posto nella Ettan 2022, piazzamento che ha permesso alla squadra di accedere al doppio spareggio per la promozione in Superettan, poi perso però contro l'Örgryte nonostante una segnatura di Al-Saed nella sfida di ritorno.
A partire dalla stagione 2023 ha iniziato la sua prima parentesi estera, con l'acquisto da parte dei norvegesi del Sandefjord militanti in Eliteserien, la massima serie nazionale. Al primo anno presso il club ha messo a segno 11 reti e 3 assist in 29 incontri di campionato disputati, risultando il miglior marcatore della sua squadra. L'anno successivo, dopo un infortunio in precampionato, ha iniziato con un gol in 7 presenze, prima della sua cessione avvenuta in estate.
Il 27 giugno 2024, infatti, è stato ufficialmente acquistato dagli olandesi dell'Heerenveen con un contratto quadriennale valido fino al 2028. Nella prima parte dell'Eredivisie 2024-2025 ha collezionato 6 presenze, di cui 2 da titolare.
Il 10 gennaio 2025 Al-Saed è tornato ufficialmente a far parte di un club svedese, con il prestito all'AIK valido fino al successivo 30 giugno. Tuttavia, un infortunio al ginocchio sinistro durante il precampionato lo ha costretto a sottoporsi a due interventi chirurgici, e il 23 giugno 2025 l'AIK ha comunicato che il prestito, in scadenza, non sarebbe stato rinnovato. Di conseguenza, il giocatore ha lasciato il club senza aver collezionato alcun minuto di gioco ufficiale.
Il 16 luglio 2025 un altro club svedese, l'Häcken, ha annunciato l'acquisto di Al-Saed con un contratto fino al 2028.

### Nazionale
Nel settembre 2023 ha comunicato l'intenzione di accettare la chiamata in nazionale da parte della Federcalcio dell'Iraq, paese di origine di suo padre. Il 13 ottobre seguente ha debuttato nell'incontro amichevole perso ai rigori contro il Qatar. Nel dicembre seguente è stato incluso nella lista di convocati per disputare la Coppa d'Asia 2023.

## Statistiche

### Cronologia presenze e reti in nazionale
| Cronologia completa delle presenze e delle reti in nazionale ― Iraq | Cronologia completa delle presenze e delle reti in nazionale ― Iraq | Cronologia completa delle presenze e delle reti in nazionale ― Iraq | Cronologia completa delle presenze e delle reti in nazionale ― Iraq | Cronologia completa delle presenze e delle reti in nazionale ― Iraq | Cronologia completa delle presenze e delle reti in nazionale ― Iraq | Cronologia completa delle presenze e delle reti in nazionale ― Iraq | Cronologia completa delle presenze e delle reti in nazionale ― Iraq |
| Data                                                                | Città                                                               | In casa                                                             | Risultato                                                           | Ospiti                                                              | Competizione                                                        | Reti                                                                | Note                                                                |
| ------------------------------------------------------------------- | ------------------------------------------------------------------- | ------------------------------------------------------------------- | ------------------------------------------------------------------- | ------------------------------------------------------------------- | ------------------------------------------------------------------- | ------------------------------------------------------------------- | ------------------------------------------------------------------- |
| 13-10-2023                                                          | Amman                                                               | Iraq                                                                | 0 – 0 dts (5 – 6 dtr)                                               | Qatar                                                               | Amichevole                                                          | -                                                                   | 64’                                                                 |
| 17-10-2023                                                          | Amman                                                               | Giordania                                                           | 2 – 2 dts (3 – 5 dtr)                                               | Iraq                                                                | Amichevole                                                          | -                                                                   | 53’                                                                 |
| 6-1-2024                                                            | Abu Dhabi                                                           | Iraq                                                                | 0 – 1                                                               | Corea del Sud                                                       | Amichevole                                                          | -                                                                   | 46’                                                                 |
| 5-9-2024                                                            | Bassora                                                             | Iraq                                                                | 1 – 0                                                               | Oman                                                                | Qual. Mondiali 2026                                                 | -                                                                   | 84’                                                                 |
| 10-9-2024                                                           | Kuwait City                                                         | Kuwait                                                              | 0 – 0                                                               | Iraq                                                                | Qual. Mondiali 2026                                                 | -                                                                   | 73’                                                                 |
| Totale                                                              |                                                                     | Presenze                                                            | 5                                                                   |                                                                     | Reti                                                                | 0                                                                   |                                                                     |